# Super Prestige Pernod 1982
De Super Prestige Pernod 1982 was de 24e editie van dit regelmatigheidsklassement in het wielrennen. Ten opzichte van vorig seizoen leverde de Ronde van de Toekomst dit jaar voor het eerst punten op voor het klassement. Verder bleef de kalender van vorig jaar intact, waardoor er dit jaar 26 koersen meetelden voor de Super Prestige Pernod, het hoogste aantal tot dan toe.
Het eindklassement was voor het vierde jaar op rij een prooi voor Bernard Hinault. De Fransman won de Rondes van Italië en Frankrijk en werd de vierde renner die deze dubbel wist te behalen. Het was (na 1978) de tweede keer dat Hinault twee grote rondes in hetzelfde jaar won. Hinault was na de Grote Herfstprijs (de een-na-laatste wedstrijd die meetelde voor het klassement) al zeker van de eindzege: in deze wedstrijd werd wereldkampioen Giuseppe Saronni (de nummer twee in de stand) geschaduwd door Hinault, waardoor beide coureurs niet in aanmerking kwamen voor de winst. De voorsprong van Hinault werd hierdoor onoverbrugbaar. Omdat Saronni een week later de Ronde van Lombardije won eindigde hij in het klassement op slechts zestien punten achterstand van Hinault. Silvano Contini werd derde met minder dan de helft van het puntenaantal van zijn landgenoot Saronni.
Jan Raas was de hoogstgeplaatste Nederlander (zesde). Hij won onder meer voor de vijfde keer de Amstel Gold Race. Hiermee verstevigde hij zijn record in deze wedstrijd, waaraan hij zijn bijnaam Amstel Gold Raas te danken had. Dit record staat tot op heden (2023) nog steeds. De Grand Prix du Midi Libre werd voor de derde achtereenvolgende keer door Jean-René Bernaudeau gewonnen. Bernaudeau werd hiermee de eerste renner met drie overwinningen in deze koers. De 21-jarige Greg LeMond was tweede geworden op het wereldkampioenschap en had later die maand de Ronde van de Toekomst gewonnen. Hiermee was hij de eerste niet-Europese winnaar van een wedstrijd in de Super Prestige Pernod. Behalve de Super Prestige Pernod werden er nog twee andere prijzen uitgereikt: de Prestige Pernod voor Franse renners en de Promotion Pernod voor Franse renners onder de 25 jaar.

## Wedstrijden
| Datum          | Koers                                              | Winnaar                |
| -------------- | -------------------------------------------------- | ---------------------- |
| 11–18 maart    | Parijs-Nice (1982)                                 | Sean Kelly             |
| 13–18 maart    | Tirreno-Adriatico (1982)                           | Giuseppe Saronni       |
| 20 maart       | Milaan-San Remo (1982)                             | Marc Gomez             |
| 4 april        | Ronde van Vlaanderen (1982)                        | René Martens           |
| 7 april        | Gent-Wevelgem (1982)                               | Frank Hoste            |
| 11 april       | Luik-Bastenaken-Luik (1982)                        | Silvano Contini        |
| 15 april       | Waalse Pijl (1982)                                 | Mario Beccia           |
| 18 april       | Parijs-Roubaix (1982)                              | Jan Raas               |
| 24 april       | Amstel Gold Race (1982)                            | Jan Raas               |
| 1 mei          | Rund um den Henninger-Turm (1982)                  | Ludo Peeters           |
| 2 mei          | Kampioenschap van Zürich (1982)                    | Adrie van der Poel     |
| 20 april–9 mei | Ronde van Spanje (1982)                            | Marino Lejarreta       |
| 4–9 mei        | Ronde van Romandië (1982)                          | Jostein Wilmann        |
| 4–9 mei        | Vierdaagse van Duinkerke (1982)                    | Frank Hoste            |
| 23 mei         | Bordeaux-Parijs (1982)                             | Marcel Tinazzi         |
| 13 mei–6 juni  | Ronde van Italië (1982)                            | Bernard Hinault        |
| 31 mei–7 juni  | Critérium du Dauphiné Libéré (1982)                | Michel Laurent         |
| 16–20 juni     | Grand Prix du Midi Libre (1982)                    | Jean-René Bernaudeau   |
| 16–25 juni     | Ronde van Zwitserland (1982)                       | Giuseppe Saronni       |
| 2–25 juli      | Ronde van Frankrijk (1982)                         | Bernard Hinault        |
| 5 september    | Wereldkampioenschap op het Goodwood Circuit (1982) | Giuseppe Saronni       |
| 8–20 september | Ronde van de Toekomst (1982)                       | Greg LeMond            |
| 23 september   | Parijs-Brussel (1982)                              | Jacques Hanegraaf      |
| 26 september   | Grote Landenprijs (1982)                           | Bernard Hinault        |
| 10 oktober     | Grote Herfstprijs (1982)                           | Jean-Luc Vandenbroucke |
| 16 oktober     | Ronde van Lombardije (1982)                        | Giuseppe Saronni       |

## Eindklassementen

### Individueel
| Plek | Renner                 | Punten |
| ---- | ---------------------- | ------ |
| 1    | Bernard Hinault        | 266    |
| 2    | Giuseppe Saronni       | 250    |
| 3    | Silvano Contini        | 123    |
| 4    | Tommy Prim             | 120    |
| 5    | Sean Kelly             | 114    |
| 6    | Jan Raas               | 110    |
| 6    | Jostein Wilmann        | 110    |
| 8    | Greg LeMond            | 105    |
| 8    | Jean-Luc Vandenbroucke | 105    |
| 10   | Fons De Wolf           | 95     |
| 10   | Francesco Moser        | 95     |

- Prestige Pernod: Bernard Hinault
- Promotion Pernod: Marc Gomez

1959 · 1960 · 1961 · 1962 · 1963 · 1964 · 1965 · 1966 · 1967 · 1968 · 1969 · 1970 · 1971 · 1972 · 1973 · 1974 · 1975 · 1976 · 1977 · 1978 · 1979 · 1980 · 1981 · 1982 · 1983 · 1984 · 1985 · 1986 · 1987